# Cristóbal (football)
Pour les articles homonymes, voir Cristobal et Aguilera.
Cristóbal Parralo Aguilera, plus communément appelé Cristóbal, né le 21 août 1967 à Priego de Córdoba (Andalousie), est un footballeur international espagnol évoluant au poste d'arrière droit. Il est désormais reconverti entraîneur.
Cristóbal joue quatorze ans de Liga, au FC Barcelone (où il débute à 19 ans), au Real Oviedo, CD Logroñés et à l’Espanyol Barcelone. Il rejoint le Paris Saint-Germain en 2001 à 34 ans pour deux dernières saisons.

## Biographie

### Débuts au FC Barcelone (1986-1988)
Natif d’Andalousie, et après être passé par le CF Damm en cadets et juniors, Cristóbal rejoint La Masia, le centre de formation du FC Barcelone. Il débute tout d’abord sa carrière professionnelle avec l'équipe réserve du club catalan en 1986-1987, le Barcelona Atlètic, puis intègre l’équipe première la saison suivante. Il est utilisé régulièrement et marque à vingt ans ses premiers buts en professionnel. Il gagne également son premier trophée : la Coupe d’Espagne,.

### Prêts puis retour au Barça (1988-1992)
Cristóbal passe les saisons suivantes dans des clubs plus modestes : d’abord une saison au Real Oviedo, puis deux au CD Logroñés,.
Ses prestations sont suffisamment bonnes pour le faire revenir au FC Barcelone en 1991. Il devient aussitôt international espagnol, la première fois en amical contre l'Uruguay et, pour sa deuxième cape, affronte l’équipe de France à Séville, où il voit le but de la victoire adverse être marqué sur un ciseau par Luis Fernandez. Mais il ne joue pas autant qu’il le souhaite en Catalogne et à l’issue de la saison, malgré le titre de champion d’Espagne, il se résout à quitter son club formateur,.

### Retour à Oviedo (1992-1995)
Il trouve à nouveau refuge au Real Oviedo, et renoue ainsi contact avec la sélection espagnole, une saison durant. Il marque son seul but avec la Roja lors d’une rencontre internationale face à la Lituanie. À Oviedo, il enchaîne les bonnes saisons,.

### Espanyol Barcelone (1995-2001)
En 1995, Cristóbal tente un troisième passage à Barcelone mais à l’Espanyol cette fois-ci. Demandé par l'entraîneur José Antonio Camacho, il signe un contrat de quatre ans.
Régulier, Cristóbal passe six saisons en tant que joueur à l'Espanyol et toujours comme titulaire malgré les entraîneurs qui se succèdent. En mai 2000, il remporte la Coupe du Roi ce qui lui permet de jouer la Coupe UEFA la saison suivante.

### Fin à Paris (2001-2003)
Cristóbal décide de rejoindre Paris à 34 ans, pour une dernière pige dans sa carrière,.

### Reconversion (depuis 2003)
Après quelques mois d’inactivité, Cristobal revient à l’Espanyol Barcelone en novembre 2003 pour seconder Luis Fernandez, nommé entraîneur, puis devient directeur sportif du club en 2005. Deux ans et demi plus tard, il démissionne et devient recruteur au Benfica Lisbonne (Portugal),.
En février 2009, Cristóbal est nommé entraîneur en chef du club de Santa Eulària des Riu (D3 espagnole) mais ne peut éviter la relégation de son équipe, puis  il signe un an au Girona FC (D2), au début de la saison 2009-2010,. Cette dernière expérience tourne court, et Cristóbal est licencié pour mauvais résultats  le 25 octobre 2009, après neuf journées, alors que son club n'a remporté qu'un seul match.
En octobre 2012, Cristóbal revient dans son club formateur du CF Damm pour devenir l'entraîneur de l'équipe juniors,. À partir d'avril 2013, il devient directeur sportif tout en gardant son rôle d'entraîneur-formateur,.
En 2016, il devient entraîneur de l'équipe réserve du Deportivo La Corogne. À partir d'octobre 2017, il prend en main l'équipe première après le limogeage de Pepe Mel. Il est limogé le 4 février 2018.
Il entraîne le Racing de Santander entre novembre 2019 et février 2020.

## Style de jeu
Arrière latéral « à l’ancienne », Cristóbal cherche avant tout à défendre et à contrôler l’ailier gauche adverse, sans penser à se projeter vers l'avant. Dans la relance, il fait également parler son expérience avec des dégagements éliminant très souvent le pressing adverse.
Cristóbal est aussi rarement pris de vitesse. Sans avoir une rapidité au-dessus de la norme, il est salué par son placement, la tenue de sa position et son attention.

## Statistiques

### Joueur

#### Générales
Ce tableau présente les statistiques de Cristóbal,,.
| Saison                | Club                  | Championnat           | Championnat | Championnat | Coupe nationale | Coupe nationale | Coupe de la Ligue | Coupe de la Ligue | Supercoupe | Supercoupe | Compétition(s) continentale(s) | Compétition(s) continentale(s) | Compétition(s) continentale(s) | Espagne | Espagne | Total | Total |
| Saison                | Club                  | Division              | M.          | B.          | M.              | B.              | M.                | B.                | M.         | B.         | Comp.                          | M.                             | B.                             | M.      | B.      | M.    | B.    |
| 1985-1986             | Barcelona Atlètic     | Segunda División      | 2           | 0           | -               | -               | -                 | -                 | -          | -          | -                              | -                              | -                              | -       | -       | 2     | 0     |
| 1986-1987             | Barcelona Atlètic     | Segunda División      | 40          | 0           | -               | -               | -                 | -                 | -          | -          | -                              | -                              | -                              | -       | -       | 40    | 0     |
| 1987-1988             | Barcelona Atlètic     | Segunda División      | 1           | 0           | -               | -               | -                 | -                 | -          | -          | -                              | -                              | -                              | -       | -       | 1     | 0     |
| 1987-1988             | FC Barcelone          | La Liga               | 20          | 2           | 5               | 0               | -                 | -                 | -          | -          | -                              | -                              | -                              | -       | -       | 25    | 2     |
| 1988-1989             | FC Barcelone          | La Liga               | -           | -           | -               | -               | -                 | -                 | -          | -          | C2                             | 1                              | 0                              | -       | -       | 1     | 0     |
| 1988-1989             | Real Oviedo (prêt)    | La Liga               | 28          | 3           | -               | -               | -                 | -                 | -          | -          | -                              | -                              | -                              | -       | -       | 28    | 3     |
| 1989-1990             | CD Logroñés (prêt)    | La Liga               | 35          | 2           | -               | -               | -                 | -                 | -          | -          | -                              | -                              | -                              | -       | -       | 35    | 2     |
| 1990-1991             | CD Logroñés (prêt)    | La Liga               | 37          | 3           | -               | -               | -                 | -                 | -          | -          | -                              | -                              | -                              | -       | -       | 37    | 3     |
| 1991-1992             | FC Barcelone          | La Liga               | 11          | 0           | -               | -               | -                 | -                 | 2          | 0          | C1                             | 3                              | 0                              | 2       | 0       | 18    | 0     |
| Sous-total            | Sous-total            | Sous-total            | 174         | 10          | 5               | 0               | -                 | -                 | 2          | 0          | -                              | 4                              | 0                              | 2       | 0       | 187   | 10    |
| 1992-1993             | Real Oviedo           | La Liga               | 36          | 1           | 8               | 0               | -                 | -                 | -          | -          | -                              | -                              | -                              | 4       | 1       | 48    | 2     |
| 1993-1994             | Real Oviedo           | La Liga               | 37          | 0           | 7               | 1               | -                 | -                 | -          | -          | -                              | -                              | -                              | -       | -       | 44    | 1     |
| 1994-1995             | Real Oviedo           | La Liga               | 36          | 1           | 2               | 0               | -                 | -                 | -          | -          | -                              | -                              | -                              | -       | -       | 38    | 1     |
| Sous-total            | Sous-total            | Sous-total            | 109         | 2           | 17              | 1               | -                 | -                 | -          | -          | -                              | -                              | -                              | 4       | 1       | 130   | 4     |
| 1995-1996             | RCD Espanyol          | La Liga               | 40          | 0           | 10              | 0               | -                 | -                 | -          | -          | -                              | -                              | -                              | -       | -       | 50    | 0     |
| 1996-1997             | RCD Espanyol          | La Liga               | 39          | 1           | 4               | 0               | -                 | -                 | -          | -          | C3                             | 4                              | 1                              | -       | -       | 47    | 2     |
| 1997-1998             | RCD Espanyol          | La Liga               | 35          | 0           | -               | -               | -                 | -                 | -          | -          | -                              | -                              | -                              | -       | -       | 35    | 0     |
| 1998-1999             | RCD Espanyol          | La Liga               | 35          | 1           | 4               | 1               | -                 | -                 | -          | -          | -                              | -                              | -                              | -       | -       | 39    | 2     |
| 1999-2000             | RCD Espanyol          | La Liga               | 37          | 0           | 9               | 0               | -                 | -                 | -          | -          | -                              | -                              | -                              | -       | -       | 46    | 0     |
| 2000-2001             | RCD Espanyol          | La Liga               | 28          | 0           | 5               | 0               | -                 | -                 | 2          | 0          | C3                             | 5                              | 0                              | -       | -       | 40    | 0     |
| Sous-total            | Sous-total            | Sous-total            | 214         | 2           | 32              | 1               | -                 | -                 | 2          | 0          | -                              | 9                              | 1                              | -       | -       | 257   | 4     |
| 2001-2002             | Paris Saint-Germain   | Division 1            | 32          | 0           | 2               | 0               | 1                 | 0                 | -          | -          | CI+C3                          | 5+3                            | 0+0                            | -       | -       | 43    | 0     |
| 2002-2003             | Paris Saint-Germain   | Ligue 1               | 31          | 0           | 4               | 0               | 1                 | 0                 | -          | -          | C3                             | 4                              | 0                              | -       | -       | 40    | 0     |
| Sous-total            | Sous-total            | Sous-total            | 63          | 0           | 6               | 0               | 2                 | 0                 | -          | -          | -                              | 12                             | 0                              | -       | -       | 83    | 0     |
| Total sur la carrière | Total sur la carrière | Total sur la carrière | 560         | 14          | 60              | 2               | 2                 | 0                 | 4          | 0          | -                              | 25                             | 1                              | 6       | 1       | 657   | 18    |

#### En sélection
| # | Date       | Match                    | Lieu       | Minutes | But |
| - | ---------- | ------------------------ | ---------- | ------- | --- |
| 1 | 04/09/1991 | Espagne 2 - 1 Uruguay    | Oviedo     | 44 min  |     |
| 2 | 12/10/1991 | Espagne 1 - 2 France     | Séville    | 90 min  |     |
| 3 | 09/09/1992 | Espagne 1 - 0 Angleterre | Santander  | 31 min  |     |
| 4 | 27/01/1993 | Espagne 1 - 1 Mexique    | Las Palmas | 44 min  |     |
| 5 | 24/02/1993 | Espagne 5 - 0 Lituanie   | Séville    | 90 min  | 4e  |
| 6 | 31/03/1993 | Danemark 1 - 0 Espagne   | Copenhague | 90 min  |     |

### Entraîneur
| Période             | Club                   | Division | Matchs | V  | N | D |
| ------------------- | ---------------------- | -------- | ------ | -- | - | - |
| Fév. 2009-Jun. 2009 | PD Santa Eulària       | D3       | 14     | 3  | 3 | 8 |
| Jun. 2009-Oct. 2009 | Gérone FC              | D2       | 11     | 2  | 4 | 5 |
| Jun. 2016-Oct. 2017 | Deportivo La Corogne B | D4-D3    | 50     | 34 | 8 | 8 |
| Oct. 2017-Fév. 2018 | Deportivo La Corogne   | D1       | 15     | 3  | 3 | 9 |
| Dep. Jun. 2018      | AD Alcorcón            | D2       | 18     | 11 | 3 | 4 |

## Palmarès
Championnat d'Espagne (1)
- Champion en 1992 (FC Barcelone)

Coupe d'Espagne (2)
- Vainqueur en 1988 (FC Barcelone) et en 2000 (Espanyol Barcelone)

Supercoupe d'Espagne (1)
- Vainqueur en 1991 (FC Barcelone)

Coupe Intertoto (1)
- Vainqueur en 2001 (Paris SG)

Coupe de France
- Finaliste en 2003 (Paris SG)